# Garniga Terme
Garniga Terme är en ort och kommun i provinsen Trento i regionen Trentino-Sydtyrolen i Italien. Kommunen hade 416 invånare (2018).